# Fort Henry (Jersey)
Fort Henry ist die Ruine eines Küstenforts beim Dorf Grouville an der Ostküste der Kanalinsel Jersey.
Bereits im 15. Jahrhundert, in der Regierungszeit des englischen Königs Heinrich VII., soll nach dem Ende der Rosenkriege an dieser Stelle ein Fort entstanden sein. Man nimmt aber an, dass es sich dabei nur um eine Wallanlage aus Erde gehandelt hat.
Das heutige Fort mit seinem quadratischen Turm und seiner rechteckigen Kurtine wurde 1758 gebaut. Es war von einem Burggraben umgeben, den eine Zugbrücke überspannte. Zur Zeit der Schlacht von Jersey 1781 wurde es Fort Conway genannt. Besetzt war es mit einer Garnison von 200 Mann des 83. Regiments, der Royal Glasgow Volunteers. Eine 24-Pfünder-Kanone wird erst in einem Bericht aus dem Jahre 1811 erwähnt.
Im Zweiten Weltkrieg wurde Fort Herny von den Deutschen, die die Kanalinseln besetzt hatten, mit zwei Vorsprüngen am Turm für Suchscheinwerfer und einem Schutzraum für Mannschaften und Munition versehen.